# Keeping Your Head Up
Keeping Your Head Up is een nummer van de Britse zangeres Birdy uit 2016. Het is de eerste single van haar derde studioalbum Beautiful Lies.
Het nummer werd in Europa een klein hitje. In het Verenigd Koninkrijk had het niet zoveel succes met een 57e positie. In Nederland bleef het steken op nummer 2 in de Tipparade, en in de Vlaamse Ultratop 50 haalde het de 57e positie.